# Kazuo Hirotsu
Kazuo Hirotsu (広津 和郎, Hirotsu Kazuo), né le 5 décembre 1891 et mort le 21 septembre 1968, est un romancier japonais, critique littéraire et traducteur de l'ère Shōwa.

## Jeunesse
Hirotsu naît dans le quartier Ushigome de Tokyo, deuxième fils du renommé romancier Hirotsu Ryurō qui compte Kafū Nagai parmi ses élèves. Il a des difficultés à terminer ses études au Azabu High School (en) en raison de sa mauvaise santé et de sa totale incompétence en mathématiques. À cette époque il travaille à mi-temps comme livreur de journaux et son incapacité à calculer signifie que ses parents doivent compenser ses erreurs dans ses comptes.

## Titres (sélection)
- Shinkeibyō jidai (神経病時代), roman, 1917
- Sakusha no kansō (作者の感想, « Impressions d'un écrivain »), 1920
- Futari no fukōmono (二人の不幸者), roman
- Shiji o daite (死児を抱いて), roman
- Yamori (やもり), roman
- Nami no ue (波の上), roman
- Fūu tsuyokarubeshi (風雨強かるべし), 1934
- Aomugi (青麦), 1936
- Rekishi to rekishi no aida (歴史と歴史の間), 1941
- Sanbungeijutsu no ichi (« Le Statut de la prose »), 1942
- Ano jidai (あの時代)
- Nengetsu no ashiato (年月のあしおと)
- Matsukawa saiban (松川裁判), 1958

## Adaptations de ses œuvres au cinéma
- 1940 : Tatakau haha (闘ふ母?), film de Seiji Hisamatsu
- 1949 : Printemps tardif (晩春, Banshun?), film de Yasujirō Ozu d'après Chichi to musume (父と娘?)
- 1953 : Feux pour attirer les moustiques (誘蛾燈, Yūgatō?), film de Kajirō Yamamoto
- 1954 : Koyoi hito yoru o (今宵ひと夜を?), film de Yasuki Chiba
- 2003 : Le Mariage de ma fille (娘の結婚, Musume no kekkon?), téléfilm de Kon Ichikawa